# Septimus (novela)
Magyk (cuyo título en español es Septimus) es la primera novela de la saga de Septimus Heap, de la escritora Angie Sage, publicado en 2005. El libro fue un best-seller incluido en la lista del New York Times.

## Argumento
Silas Heap, ex aprendiz extraordinario, de regreso al castillo en una noche de invierno encuentra una bebé recién nacida en la nieve. A la vuelta del castillo, la maga extraordinaria Marcia Overstrand se cruza en su camino y le dice que no le diga a nadie que la ha adoptado, sino que era hija suya. Antes de que pueda preguntar cualquier cosa, la maga desaparece.
Diez años después, Marcia Overstrand corrió a los Dédalos a buscar a Jenna, el bebé que Silas y su mujer Sarah habían adoptado en secreto. Les explicó que era en realidad la princesa del Castillo y la heredera del mismo tras la muerte de su madre el día de su nacimiento, y que su vecina era una espía a servicio del nigromante DomDaniel, que ansiaba conquistar el Castillo. A continuación Silas y sus hijos se llevan a Jenna a la Torre del Mago, donde se encuentra en la puerta, congelado y casi muerto, al Muchacho 412, arrebatado del brazo de sus padres al nacer para ir a parar al ejército joven.
Tras presentarse en el castillo un cazador, Silas, Jenna, Marcia, Nicko, Maxie (el perro de Silas) y el Muchacho 412 se ven obligados a irse al único lugar dónde estarán seguros, los Marjales Marram.

## Personajes
- Muchacho 412: Protagonista de la historia, el verdadero hijo de Silas y Sarah Heap, que acabó en el ejército joven por equivocación.
- Jenna: Personaje de la historia, es la princesa del Castillo. Su madre murió el día de su nacimiento, por lo que fue criada en secreto por Silas y Sarah Heap. El hermano que se llevó mejor con ella era Simón. Tras encontrar al Muchacho 412, tuvo con él una especial amistad, pese a que al principio era alguien repelente y traidor.
- Marcia Overstrand: Es la Maga Extraordinaria. Consiguió su título después de que su amigo y mentor, Alther Mella fuese asesinado por la misma persona que asesinó a la Reina. Es irascible y temible, soliendo estar muchos días de mal humor. Acaba estando en la Celda Número 1, hasta que Jenna, Nicko y el Muchacho 412 le rescatan.
- Familia Heap: La familia Heap está compuesta por ocho personas, aparte de Jenna. Silas Heap fue en su día aprendiz extraordinario, pero cuando se enamoró de Sarah y tuvo a Simón, le rogó a Alther que le dejase ir, que no quería ser mago extraordinario, sino un simple mago ordinario (a pesar de esto, él piensa que Marcia se metió a codazos y que por su culpa no es mago extraordinario). Sarah, también acabó su aprendizaje con Galen, de la que aprendió mucho sobre hierbas. Su primer hijo, Simón, ansiaba ser algún día Mago extraordinario. El segundo, Sam, era un excelente pescador. Los gemelos Edd y Erik son muy traviesos y suelen jugar a intercambiarse los papeles. Jo-Jo es tranquilo y le gustan mucho las hierbas y Nicko, el más pequeño, le gusta mucho todo lo que tenía que ver con la navegación.
- Linda Lane: Espía mandada por el Custodio Supremo a la casa continua de los Heap, hizo fieles retratos de todos ellos, y descripciones. Por lo que se sabe, acabó ahogada en un río después de que una de sus víctimas la empujase.
- Sally Mullin: Fiel amiga de Sarah, regenta un bar por donde pasan todos los cotilleos y novedades del Castillo. Sally le dio a Sarah la información suficiente para que esta se diese cuenta que Jenna era la princesa del Castillo. Acaba ayudando a Marcia, Silas, Jenna, Maxie, Nicko y al Muchacho 412 a escapar del cazador prestándoles el Muriel. Su café es incendiado por el cazador (con ella dentro) pero logra salir viva gracias a un hechizo de protección que le prestó Marcia.
- Guardias Custodios: Guardias supuestamente contratados por la reina. Se hicieron con el control del Castillo tras la muerte de esta.
- Custodio Supremo: Jefe de los custodios, dirige a estos a las órdenes de DomDaniel. Hace las veces de rey en el castillo y usa la corona de la antigua reina, que tiene una abolladura por haberse caído al suelo cuando la reina fue asesinada.